# Отдел оборонной промышленности ЦК КПСС
Отдел оборонной промышленности ЦК КПСС (ООП ЦК КПСС) — постоянно действующий специальный орган, образованный в структуре ЦК КПСС в 1954 году и занимавший одно из ведущих мест в системе партийно-государственных органов управления оборонно-промышленного комплекса СССР.

## История
В 1954 году при разделении Промышленно-транспортного отдела ЦК КПСС был образован Отдел оборонной промышленности ЦК КПСС. Отдел в структуре аппарата ЦК КПСС был рабочим органом Политбюро ЦК КПСС, Секретариата ЦК и Совета обороны СССР по вопросам деятельности оборонных отраслей промышленности, создания, производства и выпуска вооружений и военной техники для Вооружённых СССР.
Основными функциями Отдела были подготовка, организация и контроль выполнения партийных решений по оснащению Вооружённых Сил СССР современными системами вооружений и военной техники. На Отдел также возлагались задачи по осуществлению кадровой политики ЦК КПСС в оборонных отраслях промышленности.
В разные годы вопросы работы Отдела курировали секретари ЦК КПСС: Ф. Р. Козлов (1960-1963), Л. И. Брежнев (1956-1960 и 1963-1965), Д. Ф. Устинов (1965-1976), Я. П. Рябов (1976-1979), Г. В. Романов (1983-1985), Л. Н. Зайков (1985-1988), О. Д. Бакланов (1988-1991).
В 1988 году ООП ЦК КПСС был преобразован в Оборонный отдел ЦК КПСС. В 1991 году  на базе Оборонного отдела и Государственно-правового отдела ЦК КПСС был образован Отдел по вопросам обороны и безопасности при Президенте СССР. Руководителем Отдела был назначен Секретарь ЦК КПСС Бакланов О.Д. После событий августа 1991 года постановлением Президиума Верховного Совета СССР Отдел был ликвидирован.

## Структура и состав
- Сектор авиационной промышленности;
- Сектор оборонной промышленности;
- Сектор общего машиностроения;
- Сектор радиопромышленности;
- Сектор среднего машиностроения;
- Сектор судостроительной промышленности;
- Сектор экономики и машиностроения;
- Сектор электронной  промышленности

## Заведующие
- И. Д. Сербин (1958-1981);
- И. Ф. Дмитриев (1981-1985);
- О. С. Беляков (1985-1991)